# Resolución 62 del Consejo de Seguridad de las Naciones Unidas
La Resolución 62 del Consejo de Seguridad de las Naciones Unidas, adoptada el 16 de noviembre de 1948, pidió un armisticio en todos los sectores de Palestina, a fin de facilitar la transición de la tregua entonces vigente (establecida por la Resolución 54 del Consejo de Seguridad de las Naciones Unidas) a una paz permanente.
No se sometió a votación la resolución en su conjunto, ya que se votó por partes.